# 萊利 (佛羅里達州)
萊利（英語：Lely）是位於美國佛羅里達州科利爾縣的一個人口普查指定地區。

## 地理
萊利的座標為26°06′10″N 81°43′59″W / 26.10278°N 81.73306°W，而該地最高點為海拔高度2米（即7英尺）。

## 人口
根據2010年美國人口普查的數據，萊利的面積為3.80平方千米，當中陸地面積為3.50平方千米，而水域面積為0.30平方千米。當地共有人口3451人，而人口密度為每平方千米908人。